# PGC 989243
LEDA/PGC 989243 ist eine Balken-Spiralgalaxie vom Hubble-Typ SBa im Sternbild Eridanus am Südsternhimmel. Sie ist schätzungsweise 201 Millionen Lichtjahre von der Milchstraße entfernt..

Im selben Himmelsareal befinden sich u. a. die Galaxien NGC 1208, NGC 1214, NGC 1215, IC 1880.